# Trichogrammatoidea bennetti
Trichogrammatoidea bennetti är en stekelart som beskrevs av Nagaraja 1983. Trichogrammatoidea bennetti ingår i släktet Trichogrammatoidea och familjen hårstrimsteklar. Inga underarter finns listade i Catalogue of Life.